# 六角牛山
六角牛山（ろっこうしさん）は、岩手県遠野市と釜石市との境界にある山。遠野小富士の異名を持つ。

## 概要
北上山地に位置する。標高1,294.3メートル。早池峰山、石上山と共に遠野三山として岩手の名山のひとつとして親しまれている。 　
山麓の六神石神社は坂上田村麻呂の創建と伝わり、その奥宮が山頂に鎮座する。奥宮は悪天候時の避難所としても利用されている。

## 語源
語源は以下のような説がある。
- 六人の皇族が住んだ山という説。
- 大きな牛の背のように見えるからという説。
- アイヌ語の「山容の垂れ下がる山」という意味からきたという説。